# Дента
Дента (рум. Denta) је село и управно средиште општине Дента, која припада округу Тимиш у Републици Румунији. Насеље је значајно по присутној српској националној мањини у Румунији.

## Положај насеља
Село Дента се налази у источном, румунском Банату, на 15 km удаљености од Србије и од граничног прелазаSIRUTA код Ватина. Село се налази на месту где равничарски део Баната прелази у заталасана побрежја, кроз њега тече река Брзава.

## Историја
По "Румунској енциклопедији" место се први пут помиње још 1241. године, у вези градње тврђаве. Село се спомиње у католичким документима и 1322. и 1332. године. Турски путописац Евлија Челебија оставља опис места у 1660. години. Каже да је тврђава постављена на обали Тамиша, са четири угла. Капетан од 50 војника чува тврђаву. Има у њој војно складиште, леденицу, коначиште и неколико мањих дућана, а у граду има много плодних вртова. Немци се досељавају од 1720. године, а 1745. године долазе Бугари радници на каналисању реке Брзаве.
Српски карактер места се види по списку приложника за манастир Пећку патријарпију из 1660. и 1666. године. У турско време то је варош са две махале и два свештеника. Када су протерани Турци у месту је 1717. године било 100 кућа. Дента је 1764. године православна парохија у Гиладском протопрезвирату. Царски ревизор Баната Ерлер је 1774. године записао да је Дента место у Јаручком округу и Чаковачком дистрикту, са управним под-уредом и поштанском камбијатуром.
Први познати претплатник и то вредне историјске српске књиге из Денте био је 1794. године Никола Поповић. Када је 1797. године пописан православни клир ту су била три свештеника. Пароси, поп Петар Милутиновић (рукоп. 1765) знао је српски и румунски језик, а поп Милутин Станковић (1779) и поп Ненад Поповић (1781) знали су само српски језик. Мештанин трговац Верига је набавио 1845. године књигу о угарским законима, преведену на српски језик.
Из Темишвара води главни друм преко Жебеља, Дете и Денте ка Вршцу и Алибунару. Ту је пре 1859. године прошла и телеграфска линија. Према црквеном извештају за двадесет година, између 1847. и 1867. године, број православних житеља опада, са 1178 спао је на 1012 душа. Године 1851. у Српској Војводини је био срески суд у Денти.
Године 1905. Дента је велика општина у Детинском срезу. Ту живи 3220 становника у 613 домова, а највише је Румуна. Срба има 804 православне душе (или 25%) са 142 куће. Од јавних здања у Денти се налазе: по једна српска и румунска православна црква, једна римокатоличка црква, а од основних школа - једна српска и једна румунска народна, као и једна комунална школа. У насељу је ПТТ инфраструктура и жељезничка станица.

## Црква и школа
Црква православна је сазидана 1795. године и посвећена је празнику Успењу Пресвете Богородице или Великој Госпојини. Темпло је осликано 1838. године. Има 1905. године - четири звона; три су из 1820. године, и једно из 1905. године. Парохијско звање је основано и црквене матичне књиге се воде од 1779. године. По државном шематизму православног клира 1846. године, у месту су три пароха: Недељко Станишић, Петар Ристић и Аксентије Милутиновић, а капелан је Јован Милутиновић. Ту живи 2514 православних становника, а парохијска филијала Дета има још 46 верника.
У лето 1884. године велико невреме је оштетило кров црквени и торањ. Скупљали се црквени општинари прилог по Банату за оправку; приложено им је из неколико места само 84 ф. Априла 1892. године објављен је конкурс за пароха у Денти, са платом шестог разреда. Администратор парохије у Денти јуна 1893. био је Чедомил Удицки. Децембра 1897. године именован је за администратора парохије у Денти, јеромонах Серафим Лазић. Године 1903. епархијска власт је потврдила избор пароха Душана Гајића, родом из Деспотсентивана (ту и 1907). Црквена општина је уређена 1905. године, скупштина је редовна под председништвом Светозара Станојева. Парохија је тада најниже, шесте платежне класе, има парохијски дом, а парохијска сесија износи 35 кј. земље. Постоје два српска православна гробља. За Денту се каже 1906. године да мора по закону имати два "душепопечитеља".
Учитељ месни Захарије Петровић био је 1818. године пренумерант једне историјске књиге. Популарно дело Коцеба, преведено на српски језик набавили су први људи Денте, 1830. године: Павел Милутиновић парох, Петар Ристић парох, Георгије Панић учитељ, Траило Николић трговац и Трифун Бирћан школски инспектор. У народној школи у Денти има 1846. године 50 ђака, којима предаје учитељ Софроније Поповић. Правничку књигу о новим законским решењима купио је 1845. године трговац месни Верига.
Расписан је конкурс маја 1866. године за упражњено место учитеља у Денти, са платом од 100 ф. и другим погодностима. Децембра 1866. године за учитеља у Денти постављен је свршени приправник Авакум Траван. Он је тада приложник "Школског фонда" са 2 ф. 30 новчића. Године 1867. тај како се наводи - учитељски "заступник" Авакум Траван, је премештен у Главну школу, за учитеља у основној и нижим разредима. 
Учитељ у Денти И. Георгијевић је 1861. године био претплатник новосадског листа "Српски дневник". Из помешане општине Дента дат је 1867. године прилог за "Школски фонд" у износу од 193 ф. Крајем 1869. године оглашено је упражњено место српског учитеља у Денти. Претплатник "Школског листа" је 1882. године био тамошњи учитељ Софроније Попов. Учитељ Попов је 1875. године завршио препарандију у Панчеву, па му се након 12 година рада, 1887. године оставља да у року од две године положи учитељски испит на сомборској препарандији. По конкурсу за упражњено учитељско место у Денти, јуна 1893. године види се да је основна годишња плата 300 ф. или 600 круна. Сличан конкурс је објављен и 1895. и 1896. године - али сада са 400 ф. плате. Парохија српска православна у Денти је 1905. године била у саставу Гиладског протопрезвирата. Учитељ Радисав Стојановић, родом из Крушчице био је 1893. године привремени учитељ у Денти. Тада је након 10 година беспрекорне службе добио право да без претходних наука буде уписан у први приправнички разред школске 1893/1894. године на сомборској препарандији. Године 1905. школа је српска народна, мешовита, са једним школским здањем подигнутим 1904. године. У њему се налази једна велика дворница за свих шест разреда. Школу похађа у то време: редовну наставу 66, а недељну 16 ђака. Стојановић је 1907. године једини учитељ у месној српској вероисповедној школи. Црквена општина га је оценила да је "врло-добар" у свом раду. Те године је решено да се даје Денти од стране епархије 200 к редовне годишње помоћи за издржавање српске народне школе.
Народној књижници у Денти је 1940. године од стране уредништва београдског часописа "Тежак", издата једна велика колекција састављена из свих књига друштвеног издања.

## Становништво
По последњем попису из 2002. године село Дента имало је 2.253 становника. Последњих деценија број становништва стагнира.
Село је од давнина било вишенародно, а месни Срби су одувек били мањина. Данас је њихов број осетно мањи него пре неколико деценија, а слична судбина задесила је и немачку и мађарску заједницу у селу. Национални састав на појединим пописима био је следећи:
| Година пописа | 1910. год.    | 1992. год.    | 2002. год.    |
| Укупно ст.    | 3.488         | 2.182         | 2.253         |
| Срби          | 776 (22,2%)   | 203 (9,3%)    | 169 (7,5%)    |
| Румуни        | 1.259 (36,1%) | 1.511 (69,2%) | 1.659 (73,6%) |
| Мађари        | 410 (11,8%)   | 173 (7,9%)    | 153 (6,8%)    |
| Немци         | 662 (19,0%)   | 40 (1,8%)     | 21 (0,9%)     |
| остали        | 381 (10,9%)   | 255 (11,7%)   | 251 (11,1%)   |